# Kompleks promujący anafazę
Kompleks promujący anafazę, cyklosom (APC - z ang. anaphase-promoting complex) – kompleks ligazy ubikwitynowej i 11-13 białek umożliwiający przejście komórki z metafazy do anafazy. Odpowiada za kontrolę cykliny fazy M, kompleks ten zostaje aktywowany pod koniec mitozy, przyłącza on ubikwitynę do M-Cdk i innych białek regulujących podział. APC odpowiada również za fizyczne rozdzielenie chromosomów.